# Cantón de Le Merlerault
El cantón de Le Merlerault era una división administrativa francesa, que estaba situada en el departamento de Orne y la región de Baja Normandía.

## Composición
El cantón estaba formado por doce comunas:
- Champ-Haut
- Échauffour
- La Genevraie
- Les Authieux-du-Puits
- Le Ménil-Vicomte
- Le Merlerault
- Lignères
- Ménil-Froger
- Nonant-le-Pin
- Planches
- Sainte-Gauburge-Sainte-Colombe
- Saint-Germain-de-Clairefeuille

## Supresión del cantón de Le Merlerault
En aplicación del Decreto n.º 2014-247 de 25 de febrero de 2014, el cantón de Le Merlerault fue suprimido el 22 de marzo de 2015 y sus 12 comunas pasaron a formar parte del nuevo cantón de Rai.